# Get a Clue
Get a Clue är en amerikansk komedifilm från 2002 i regi av Maggie Greenwald. Lindsay Lohan spelar huvudrollen som high school-eleven Lexy Gold. Filmen hade premiär på Disney Channel den 28 juni 2002.

## Rollista
| Lindsay Lohan       | – Lexy Gold                             |
| Bug Hall            | – Jack Downey                           |
| Ian Gomez           | – Orlando Walker                        |
| Brenda Song         | – Jennifer                              |
| Al Mukadam          | – Gabe                                  |
| Dan Lett            | – Frank Gold                            |
| Amanda Plummer      | – Miss Dawson                           |
| Charles Shaughnessy | – Det. Charles Meany / Falco Grandville |
| Kim Roberts         | – Miss Stern                            |
| Eric Fink           | – Mr. Goldblum                          |
| Jennifer Pisana     | – Taylor Gold                           |